# Kostiajewo (obwód wołogodzki)
Kostiajewo (ros. Костяево) – wieś w Rosji, w rejonie czerepowieckim obwodu wołogodzkiego. W 2021 r. liczyła 3 mieszkańców.